# Alfred von Schlieffen
Alfred von Schlieffen (28. února 1833, Berlín – 4. ledna 1913, tamtéž) byl německý polní maršál a náčelník německého císařského generálního štábu. Je po něm pojmenovaný Schlieffenův plán.

## Život
Von Schlieffen pocházel ze šlechtické rodiny von Schlieffenů a byl synem pruského majora Magnuse hraběte von Schlieffen.
Maturitou ukončil studium na Joachimsthalském gymnáziu a následně studoval práva. Pak vstoupil jako jednoroční dobrovolník do pruské armády k pěšímu pluku. Krátce na to přešel ke kavalérii a v roce 1863 byl převelen ke generálnímu štábu. V roce 1866 se účastnil bitvy u Hradce Králové v hodnosti kapitána a v letech 1870-71 se v hodnosti majora účastnil Prusko-francouzské války v generálním štábu Friedricha Franze II. z Mecklenburgu.

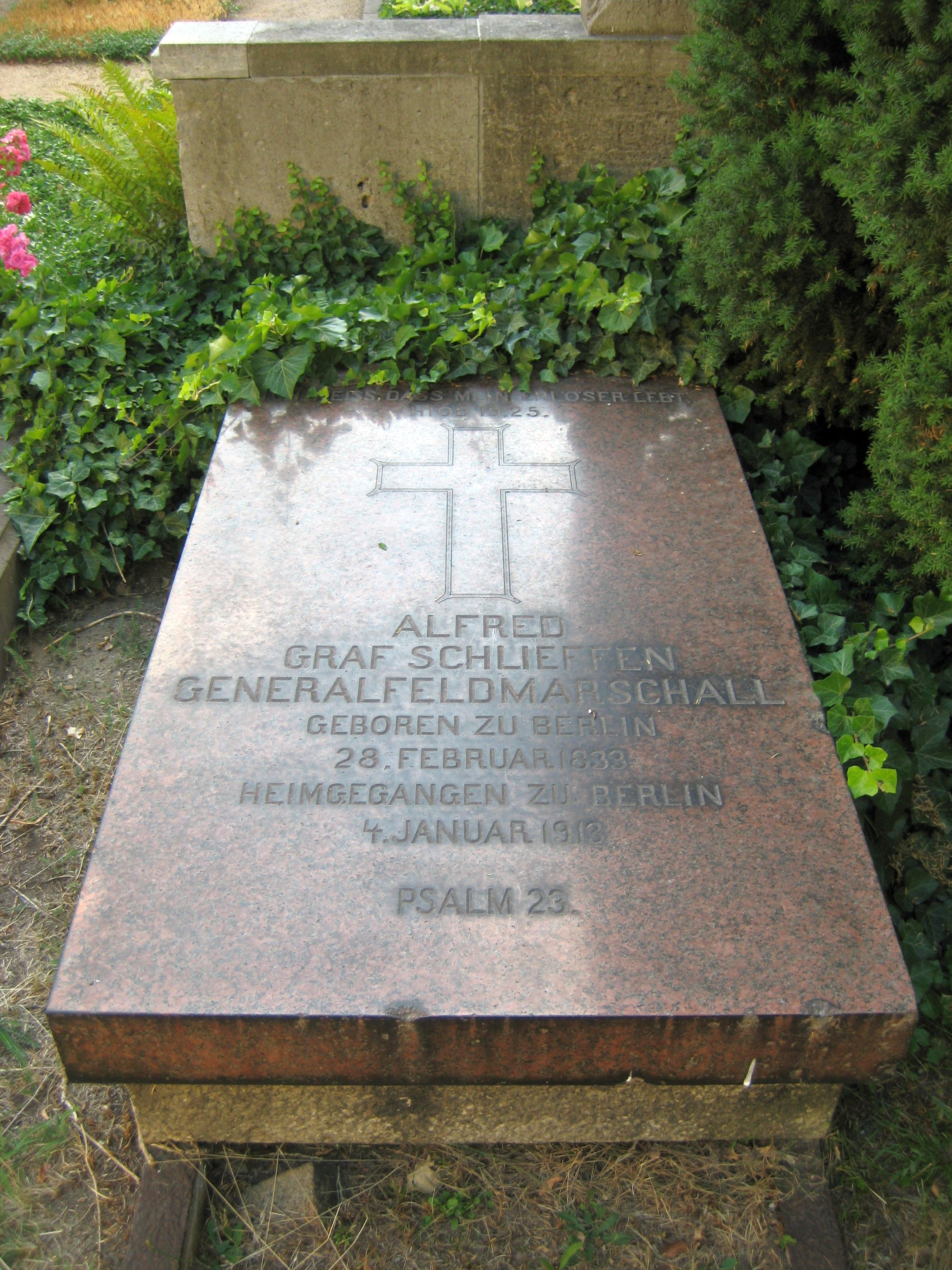
Invalidenfriedhof v Berlíně, náhrobek von Schlieffena

V období 7. února 1891 až 1. ledna 1906 byl ve funkci náčelníka Velkého generálního štábu.

## Vyznamenání
- Řád černé orlice, s řetězem a brilianty
- Řád červené orlice, velkokříž s dubovými listy a meči
- Řád koruny, I. třída
- Královský hohenzollernský domácí řád, Velkokomtur
- Řád sv. Huberta
- Řád routové koruny
- Řád württemberské koruny, velkokříž (1893)
- Řád nizozemského lva, velkokříž
- Královský uherský řád sv. Štěpána, velkokříž
- Císařský rakouský řád Leopoldův, velkokříž
- Řád čestné legie, III. třída - komandér
- Řád sv. Mauricia a sv. Lazara, velkokříž
- Řád Alexandra Něvského
- Osmanský řád (Osmanje-Orden), I. třída s brilianty

Údaje použity z: německá Wikipedie-Alfred von Schlieffen/Auszeichnungen